# Ivan Glavina
Ivan Glavina (Prilok, 21. studenoga 1904. – Čakovec, 23. kolovoza 1980.) je hrvatski pučki pisac, pjesnik i skladatelj.
Predstavlja "pjesnika intime malog društvenog i strpljivog međimurskog Hrvata, skromnog i zadovoljnog malim".
Za života nije uspio objaviti svoje zbirke pjesama. Nije se školovao nego je izučio za obrtnika, za postolara., čime se je bavio do kraja života. Odu svojem obrtu je spjevao u pjesmi Panklec moj dragi.
Najviše su mu poznate pjesme Trsek moj, zbudi se i Stari pajdaš po kojima je stekao popularnost, a nešto manju slavu postigle su mu pjesme Toplo ljeto nam othaja i Hiža naša.
Danas se po njemu zove ulica u Priloku.